# 神塚淑子
神塚 淑子（かみつか よしこ、1953年2月13日 - ）は、日本の中国哲学研究者。専門は道教。学位は博士（文学）（東京大学・1997年）。名古屋大学名誉教授。
東京大学文学部助手、名古屋大学教養部助教授を経て、名古屋大学情報文化学部教授、名古屋大学大学院文学研究科教授などを歴任した。

## 経歴
兵庫県姫路市生まれ。兵庫県立姫路西高等学校卒。1971年、東京大学教養学部文科Ⅲ類入学。中国語クラスに属す。1973年、文学部I類中国哲学専修課程に進学。
1975年、同大学文学部I類中国哲学専修課程卒業。卒業論文は『隋書』経籍志の研究。同年4月、東京大学大学院人文科学研究科修士課程中国哲学専門課程に進学。前年赴任した福永光司の下で道教研究に従事。1977年に修士課程修了、同研究科博士課程に進学。修士論文は「沈約の思想」。1979年、博士課程を中途退学し、東京大学助手（文学部中国哲学研究室勤務）に就任。
1981年、麥谷邦夫の京都大学人文科学研究所転任の後任として、名古屋大学教養部講師。1986年同助教授、1993年同大学情報文化学部助教授。1997年「上清派を中心とする六朝道教の研究」により博士（文学）を東京大学で取得。1999年、教授。2003年、名古屋大学大学院文学研究科教授。2018年定年により退職。
名古屋大学では評議員、副研究科長を勤めた。また、学外では日本中国学会副理事長をはじめ、東方学会理事、日本道教学会理事を務めた。

## 著書
単著
- 『六朝道教思想の研究』創文社、1999年2月。ISBN 4423192470。創文社オンデマンド叢書、2022年
- 『老子―道への回帰　書物誕生』岩波書店、2009年11月。ISBN 9784000282963
- 『道教経典の形成と佛教』名古屋大学出版会、2017年10月。ISBN 9784815808853
- 『道教思想10講』岩波書店〈岩波新書〉、2020年9月。ISBN 9784004318484

訳著
- 『文選（下）』学習研究社〈中国の古典〉、戸川芳郎共訳、1985年。ISBN 4050037319。新版1994年